# Alice Perrers
Alice Perrers (vers 1348 – 1400 ou 1401) est célèbre pour avoir été la maîtresse du roi d'Angleterre Édouard III. D'origines inconnues, on ignore si elle est mariée pendant sa jeunesse et si elle descend d'une famille de la noblesse. Alice fait la connaissance d'Édouard III en 1363 alors qu'elle est dame de compagnie de son épouse, Philippa de Hainaut. Leur liaison, initialement tenue secrète du vivant de la reine, produit plusieurs enfants illégitimes et permet à Alice de devenir la femme la plus riche du royaume, en raison des faveurs exubérantes que lui accorde le roi. La jeune femme exerce ainsi une influence immense à la cour au début des années 1370 et s'allie avec plusieurs personnalités recherchant son assistance.
Toutefois, l'ascension irrésistible d'Alice Perrers suscite la colère de nombreux membres de la cour et, lors de la session du Bon Parlement en 1376, elle est accusée d'avoir abusé de la confiance d'Édouard III et d'avoir contribué à son enrichissement personnel. Bannie du royaume, elle est rappelée quelques mois plus tard par le roi et reste à ses côtés jusqu'à sa mort en 1377. Écartée de la cour, elle passe les dernières années de sa vie à essayer de regagner les terres qu'elle a perdues. Ne bénéficiant pas d'une bonne réputation auprès des chroniqueurs de son époque, Alice a été méprisée par ses contemporains et accusée de tirer profit d'un roi affaibli par la vieillesse en faisant usage de sa jeunesse, de sa beauté et de son opportunisme.

## Biographie

### Origines
Les origines d'Alice Perrers sont extrêmement imprécises, en raison notamment des jugements péjoratifs portés sur elle par les chroniques contemporaines, qui n'hésitent pas à colporter plusieurs mythes sur son ascendance afin de la discréditer. On sait qu'elle naît aux alentours de 1348, bien que la date exacte de sa naissance reste inconnue. Aucune source directe ne permet d'identifier clairement son ascendance, même si certains indices suggèrent qu'elle est issue d'une famille appelée Salisbury. Si l'on s'en réfère à cette seule conclusion, Alice aurait au moins un frère, appelé John. Selon le récit d'un autre contemporain, elle serait la fille d'un tisserand originaire du Devonshire et aurait elle-même initialement été domestique. Alice semblerait donc être issue d'une famille de basse extraction, ce qui pourrait être corroboré par son premier mariage vers 1360 avec Janyn Perrers, un joaillier qui décède aux environs de 1364. D'autres sources font d'elle l'épouse de Thomas de Narford, mais cette déduction hâtive est plutôt due à une confusion. Le chroniqueur Thomas Walsingham, quant à lui, décrit ainsi le paradoxe entre ses origines profondément obscures et son rôle influent à la cour d'Édouard III : 

« Au même moment, il y avait une femme en Angleterre appelée Alice Perrers. Elle était une prostituée sans vergogne et impudente, et de petite naissance, car elle était la fille d'un chaumier de la ville de Henny et s'est élevée grâce à sa fortune. Elle n'était ni attrayante ni belle, mais savait compenser ces défauts par sa voix sensuelle. L'avarice fanatique a élevé cette femme à de telles positions et l'a promue à une plus grande intimité avec le roi qu'il n'était convenable, puisqu'elle avait été servante et maîtresse d'un homme de Lombardie. Et tandis que la reine était encore en vie, le roi aimait cette femme plus qu'il n'aimait la reine. »

Les historiens actuels contestent cependant la véracité des dires de Walsingham, car ce dernier est un fervent critique de la cour d'Édouard III et méprise ses nombreuses « indulgences ». Étant donné qu'Alice est plus tard choisie comme dame de parage de la reine Philippa de Hainaut, il est plus probable qu'elle soit membre de la famille noble de Perrers, issue du Hertfordshire, avec laquelle l'abbaye de St Albans est fréquemment en conflit. En effet, un certain Richard Perrers assiste à plusieurs Parlements sous le règne d'Édouard II et au début de celui d'Édouard III et est shérif du Hertfordshire et de l'Essex de 1315 à 1319, et à nouveau en 1327, 1329 et 1330. Il pourrait s'agir du même Richard Perrers qui, en raison de son conflit avec St Albans, est emprisonné en 1350, déclaré hors-la-loi en 1359 et dont le fils du même prénom tente vainement d'obtenir la grâce. Alice pourrait ainsi être la fille du premier Richard Perrers, ce qui expliquerait l'animosité qu'entretiennent à son égard les chroniqueurs originaires de St Albans, dont Walsingham. Néanmoins, une autre hypothèse au sujet de ses origines ferait d'elle la fille de John Perrers (ou Piers) de Holt et de son épouse Gunnora, fille de Thomas de Ormesbye.

### Maîtresse d'Édouard III
Alice Perrers arrive à la cour d'Angleterre au milieu des années 1360 pour servir de dame de compagnie à la reine Philippa de Hainaut, l'épouse respectée d'Édouard III. La première mention la concernant date d'octobre 1366, lorsqu'elle est désignée comme « domicella cameræ Reginæ », c'est-à-dire dame de chambre de la reine. Des historiens ont utilisé ce tout premier indice pour conclure qu'Alice était alors mariée, puisque le poste de dame de chambre était réservé à des femmes mariées, mais il n'existe aucune preuve d'un quelconque mariage conclu par Alice avec un homme avant 1376. De plus, elle reçoit le manoir de Wendover en 1371 sous la condition expresse qu'elle ne se marie pas et est décrite comme non mariée quand elle prend possession de celui d'Oxeye en 1374. Même si l'on ne dispose d'aucune information antérieure à celle datant d'octobre 1366, date à laquelle un don de deux tonneaux de vin lui est fait, il est très probable qu'Alice soit entrée à la cour vers 1362 ou 1363, à quatorze ou quinze ans, l'âge auquel les dames de compagnies au service de la couronne sont généralement introduites à la cour. 
La beauté et le charme de la jeune femme attirent rapidement l'attention du roi Édouard III, qui en fait apparemment sa maîtresse dès 1363, si l'on croit les écrits de Thomas Walsingham. Alice Perrers donne trois enfants illégitimes au roi, à l'époque où leur relation est encore inconnue de la reine Philippa de Hainaut et de la cour. En 1364, à seize ans, elle met au monde un fils, connu sous le nom de John de Southeray, qui épouse plus tard Maud Percy, la fille d'Henry de Percy, 3e baron Percy. Un an plus tard, en 1365, elle donne naissance à Jane, qui épouse plus tard Richard Northland. À l'âge de dix-huit ans, enfin, Alice accouche de son troisième enfant, Joan,, qui se mariera avec Robert Skerne, un futur juriste au service du système fiscal et membre du Parlement pour le Surrey. Après le décès de la reine Philippa le 15 août 1369, leur relation devient plus visible, ce qui suscite tant l'envie que la haine de la cour, d'autant qu'Alice n'a alors que 21 ans. Bouleversé par la mort de sa femme, le roi s'appuie de plus en plus sur les aptitudes de sa maîtresse.

### Enrichissement personnel
Édouard III fait don à Alice de nombreux présents, ce qui la rend rapidement très riche. Parallèlement, la maîtresse du roi amasse une importante fortune de plus de 20 000 livres. Dès 1367, Alice reçoit la garde des terres du jeune Robert de Tiliol et le choix de son mariage. En 1375, elle obtient des droits similaires pour les héritiers John Payn et Richard Poynings. En 1371, Édouard lui offre le manoir de Wendover, puis, en 1375, celui de Brampford Speke. En avril 1372, un paiement de près de 3 971 livres est fait en son nom et, en août de l'année suivante, le roi lui remet une grande partie de ses bijoux et de ceux de sa défunte épouse : « tous les bijoux qui nous appartenaient, ainsi que ceux de notre défunte consort, et vinrent entre les mains d'Euphemia, épouse de Walter de Heselarton, chevalier, et qui furent par la suite reçus par ladite Alice d'Euphemia pour son usage. » Sur ordre du roi, Alice est occasionnellement vêtue d'or et promenée dans Londres sous le titre de « Dame du Soleil », particulièrement lorsqu'elle part assister à des joutes à Smithfield. Les courtisans doivent lui faire montre de respect et, par conséquent, de nombreuses voix à la cour commencent à s'élever contre leur relation. 
Pourtant, bien qu'Alice Perrers reçoive de nombreuses propriétés d'Édouard III, sa réussite financière dépend surtout de ses propres décisions. Certes, certains de ses contemporains affirment qu'elle a séduit le roi, alors sénile, afin d'acquérir des propriétés et des biens. Cependant, la plupart de ses acquisitions sont dues à son habileté, son sens des affaires et ses relations au sein de la cour. Au sommet de sa puissance, elle contrôle 56 manoirs, châteaux et demeures citadines répartis dans 25 comtés d'Angleterre. Sur ces 56 propriétés, seules 15 sont des présents royaux. Parmi ces domaines, on peut citer le manoir de Gaynes, situé à Upminster dans l'Essex, où elle décédera. En 1374, lorsqu'un conflit au sujet de sa propriété d'Oxeye éclate avec l'abbé de St Albans, Alice, qui bénéficie du soutien officieux du roi, a la témérité de siéger devant les tribunaux de Westminster pour intimider les juges et s'assure ainsi que l'abbé renonce à sa requête en raison du pouvoir écrasant qu'elle détient alors à la cour. L'influence absolue de la maîtresse du roi entre 1370 et 1376 convainc Jean de Gand, duc de Lancastre et troisième fils d'Édouard, et le chambellan William Latimer, 4e baron Latimer, de rechercher son assistance.

### Bannissement
Irrité par l'arrogance et la mainmise sur le pouvoir d'une femme qui n'est pas d'ascendance royale, le Parlement qui s'ouvre le 28 avril 1376, passé à la postérité sous le nom de « Bon Parlement », condamne son comportement et informe le roi que sa maîtresse est mariée secrètement depuis novembre 1375 avec William Windsor, un chevalier du Westmorland alors âgé de 53 ans et nommé par le passé lieutenant du roi en Irlande. Alice a probablement agi de la sorte afin de s'assurer d'être protégée après la disparition d'Édouard III. Comme William est souvent absent pendant de longues périodes en dehors d'Angleterre, le roi n'a vraisemblablement pas découvert le mariage de sa favorite avant la réunion du Parlement. Les adversaires de Perrers saisissent alors l'occasion de la poursuivre en justice. Alice est ainsi soumise à une ordonnance qui condamne les femmes pratiquant l'interférence au cours des affaires judiciaires, tandis que le Parlement lui reproche son mariage qui implique désormais le roi dans une relation adultérine. Un chroniqueur présente ainsi l'ordonnance royale : 

« Parce qu'une plainte a été déposée auprès du roi concernant des femmes ayant exercé diverses activités et contestations devant les tribunaux du roi par le biais d'entretiens, de pots-de-vin et d'influences sur les parties, ce qui a déplu au roi, le roi a interdit à toute femme de le faire, et spécialement à Alice Perrers, sous peine de ce que ladite Alice puisse perdre ses biens et être bannie du royaume. »

De nouvelles accusations sont ensuite formulées à l'encontre de la maîtresse du roi, soutenues officieusement par le prince de Galles Édouard de Woodstock, le fils aîné et héritier d'Édouard III. Devenu légendaire, le pouvoir d'Alice devient vite l'objet de nombreuses rumeurs : la maîtresse du roi terroriserait la population par sa morgue et aurait envoûté le monarque grâce à l'aide d'un moine dominicain. Les membres du Parlement la décrivent comme une opportuniste ambitieuse, calculatrice et froide qui manipule un roi affaibli par la maladie. Rendue responsable de l'apathie du souverain et blâmée pour les charmes qu'elle lui prodigue dans le seul but de favoriser ses propres ambitions,,, Alice Perrers est bannie du royaume par le Bon Parlement et voit ses biens confisqués. Son allié William Latimer est quant à lui destitué de ses fonctions par une procédure d'impeachment, tandis que Jean de Gand est écarté du conseil royal. La maîtresse royale jure par la suite sur la croix à Canterbury de respecter la décision du Parlement.

### Rappel, dernières années et mort
La mort d'Édouard de Woodstock le 8 juin 1376 et la reprise du pouvoir par Jean de Gand peu après précipitent le rappel à la cour d'Alice Perrers. L'archevêque de Canterbury Simon Sudbury n'ose pas prononcer la sentence d'excommunication à l'encontre de la favorite désormais revenue en grâce. Alliée avec Latimer, Alice dénonce les actions de Peter de la Mare, principal auteur des mesures du Bon Parlement. En janvier 1377, le « Mauvais Parlement » se réunit et annule la sentence prise contre Alice l'année précédente. Cette dernière reprend ses anciennes activités : elle intervient au nom de Richard Lyons (qui a été destitué par le Bon Parlement), empêche l'envoi en Irlande de Nicholas Dagworth (car il est un ennemi de son époux) et protège un écuyer qui a assassiné un marin à son instigation. Même William de Wykeham aurait fait usage de son aide pour obtenir la restitution des temporalités de son siège. Édouard III tombe gravement malade au printemps 1377, mais Alice semble être restée à ses côtés jusqu'à sa mort le 21 juin. Ses ennemis affirment en revanche qu'elle aurait nourri le roi de faux espoirs de retrouver la santé, lui aurait volé ses bagues lors de son agonie et l'aurait enfin abandonné. 
Présente lors du Parlement tenu en décembre 1377, Alice Perrers assiste à regret à la confirmation de la sentence du Bon Parlement. L'année suivante, son époux William Windsor conteste cette décision au motif qu'Alice a été contrainte de plaider seule. Le 14 décembre 1379, la décision du Bon Parlement est définitivement révoquée et Alice Perrers récupère en mars 1380 une partie de ses terres confisquées. Elle devient veuve le 15 septembre 1384 et, comme son union avec William ne laisse aucun descendant, entre en conflit avec John, le neveu et héritier de son époux. Au cours de son veuvage, sa querelle avec l'abbaye de St Albans se poursuit et, en 1389, Alice accuse son ancien allié William de Wykeham de lui avoir soutiré ses bijoux, mais Wykeham obtient gain de cause. En 1393, John Windsor est emprisonné à Newgate pour avoir retenu des biens appartenant à Alice et sa fille Joan d'une valeur totale de 7 000 livres. En 1397, Alice Perrers sollicite vainement de Richard II l'annulation des dettes de son mari. Elle meurt peu après avoir rédigé son testament le 20 août 1400, qui est consulté le 3 février 1401. Elle est inhumée dans l'église St Laurence d'Upminster et lègue ses biens à ses filles Jane et Joan, son fils John étant mort.

## Influence et postérité littéraire
En raison de son ascension exceptionnelle, Alice Perrers a influencé la littérature de la fin du XIVe siècle. Elle a sans doute servi de modèle au personnage de la bourgeoise de Bath des Contes de Canterbury de Geoffrey Chaucer. Elle a notamment eu une grande influence sur Chaucer et l'a soutenu financièrement, vraisemblablement parce qu'il était un protégé de son allié Jean de Gand. L'influence d'Alice s'est peut-être même étendue au personnage de Lady Mede, dans le poème Pierre le laboureur de William Langland. Dans cette œuvre, Lady Mede représente, dans le songe du narrateur, une femme de haut rang, ornée de bijoux et de robes raffinées, mais aussi une allégorie de la distraction et du détournement des bonnes mœurs.
Alice Perrers est la protagoniste du roman de Candace Robb, The King's Mistress. Elle est aussi le personnage principal du roman de Vanora Bennett, The People's Queen, paru pour la première fois en 2010. Elle est également décrite comme la protagoniste du roman The King's Concubine d'Anne O'Brien, publié en 2012. Par ailleurs, Alice apparaît dans le roman d'Anya Seton, Katherine, et dans Vow on the Heron, écrit par Eleanor Hibbert. Enfin, elle est présente dans Das Laecheln der Fortuna de Rebecca Gablé, un roman historique en langue allemande qui traite de la fin du XIVe siècle en Angleterre, et dans The Traitor's Noose, le quatrième roman de la série Lions and Lilies de Catherine A. Wilson.